# Gerda Laufer

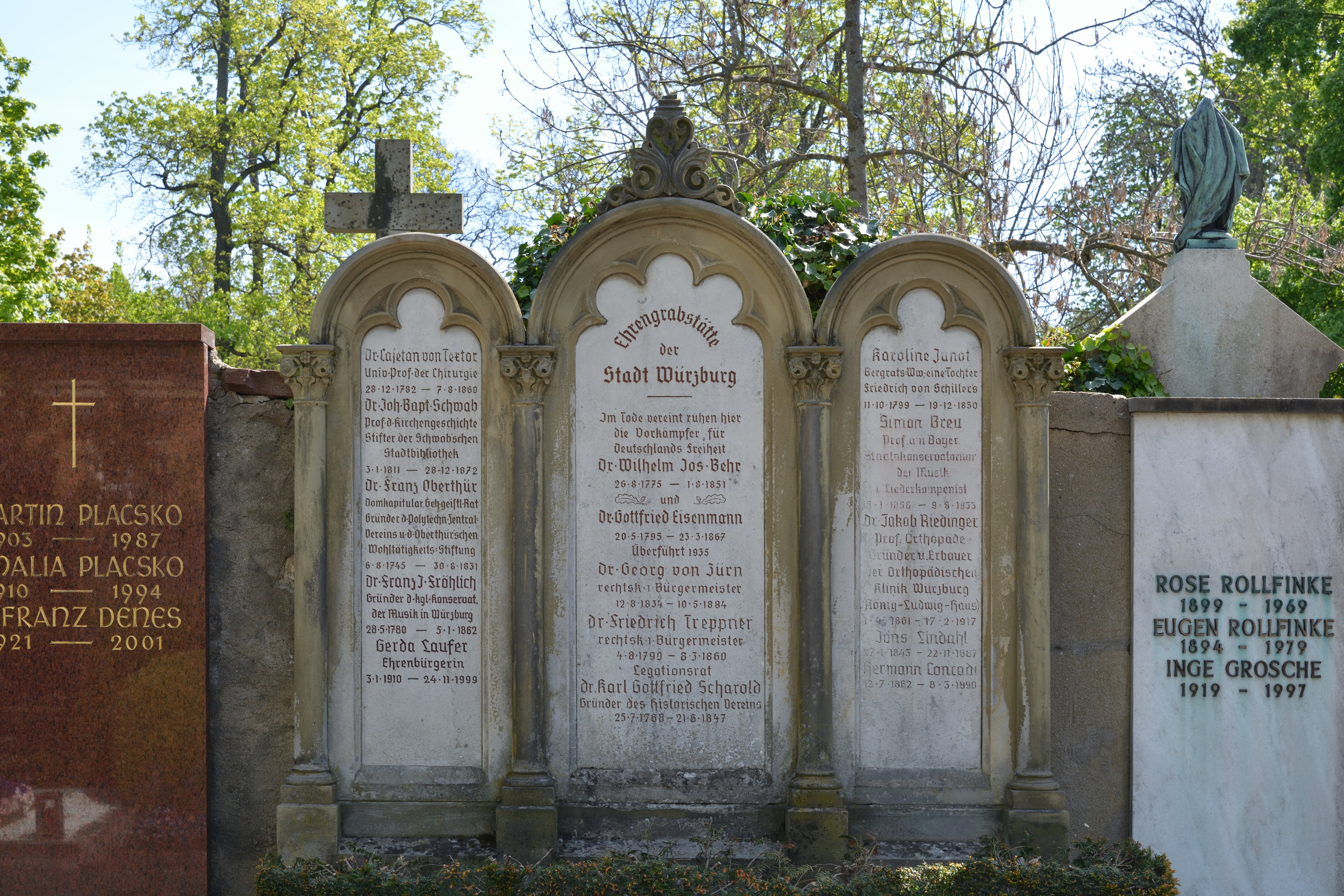
Ehrengrab auf dem Hauptfriedhof Würzburg

Gerda Laufer (* 3. Januar 1910 in Würzburg; † 24. November 1999 ebenda) war eine deutsche Politikerin (SPD).
Laufer besuchte die Volksschule, die Vorschule im Institut der Englischen Fräulein in Würzburg sowie das Lyzeum. Anschließend arbeitete sie als Kassiererin, Einkäuferin und Abteilungsleiterin in einem Warenhaus. 1929 trat sie sowohl der SPD als auch der Gewerkschaft bei. 1952 wurde sie zweite Vorsitzende der Arbeiterwohlfahrt im Bezirk Unterfranken sowie zweite Vorsitzende der SPD im Bezirk Franken, außerdem saß sie im Parteirat der SPD und war erste Vorsitzende der Gesellschaft für politische Bildung. Von 1963 bis 1973 saß sie der Landesfrauenarbeitsgemeinschaft der SPD in Bayern vor. 1945 wurde sie zunächst zur Stadtbeirätin im Würzburger Stadtrat ernannt, ehe sie zur Stadträtin gewählt wurde, das Mandat hatte sie bis 1956 inne. Auch war sie zunächst Beirätin und danach bis 1958 gewählte Abgeordnete des Bezirkstags von Unterfranken. Von 1954 bis 1974 gehörte sie dem Bayerischen Landtag als Abgeordnete an. Zeitweise saß sie dort im Ältestenrat und war stellvertretende Vorsitzende der Fraktion der SPD.
Mit dem Bayerischen Verdienstorden wurde sie am 7. Dezember 1964 ausgezeichnet. 1995 wurde sie zur Ehrenbürgerin der Stadt Würzburg ernannt, im Würzburger Osten ist eine Straße nach ihr benannt.